# Air Senegal
Air Senegal (IATA: HC, ICAO: SZN), es la aerolínea de bandera de la República de Senegal.  Creado en 2016, es de propiedad estatal a través del brazo de inversión Caisse des Dépots et Consignation du Sénégal.  Tiene su base en el Aeropuerto Internacional Blaise Diagne en Dakar, Senegal.

## Historia
La aerolínea fue creada en 2016 para reemplazar a la aerolínea en quiebra Senegal Airlines, que estaba en liquidación.  La nueva aerolínea nacional es parte de un gran plan de inversión con un horizonte de 20 años denominado Plan Sénégal Émergent (PSE) iniciado por el presidente Macky Sall.  Air Senegal aspira a ser líder en transporte aéreo de África Occidental.  La aerolínea está dirigida por Philippe Bohn, ex vicepresidente de Airbus.  Está asesorado por el conglomerado de asesoría financiera Lazard.
El 29 de abril de 2018, la aerolínea recibió su Certificado de Operador Aéreo (AOC) e inició vuelos domésticos el 14 de mayo de 2018 con una flota de dos ATR 72-600 nuevos.  En el cuarto trimestre de 2018, arrendó dos Airbus A319 de Lessors Avolon y Apollo Airlines y comenzó a desplegarse en varios destinos regionales.  La aerolínea agregó un tercer avión Airbus A319 en junio de 2019 para servir a destinos regionales, incluidos Abiyán, Cotonú y Conakri.
La aerolínea encargó dos Airbus A330-900neo de fuselaje ancho de largo recorrido en noviembre de 2017 en el Dubai Air Show.  Se convirtió en el primer comprador africano de este nuevo tipo de avión.  El primer avión llegó en enero de 2019 después de un vuelo de entrega desde Toulouse y lanzó la ruta diaria Dakar-París.
En noviembre de 2019, en el Salón Aeronáutico de Dubái de 2019, se firmó un Memorando de Entendimiento para 8 aviones regionales Airbus A220-300, el pedido más grande de la aerolínea hasta el momento.  Según el CEO Ibrahima Kane, "Ellos contribuirán a desarrollar nuestra red de largo recorrido a Europa y nuestra red regional en África", y se espera que se pongan en marcha rutas a Londres, Ginebra y Lagos.  Se espera que el primer A220 se entregue en 2021 y, una vez entregado, Air Senegal se convertirá en la tercera aerolínea africana en operar el Airbus A220 después de Air Tanzania y EgyptAir, y la primera aerolínea en África Occidental en operarlos.
El final de 2019 vio una gran expansión para el operador.  A mediados de noviembre, la aerolínea reforzó sus vínculos nacionales con una nueva ruta a Cap Skirring utilizando sus ATR 72-600, su segunda ruta nacional después de Ziguinchor.  También hubo expansión en el sector de largo radio con la llegada de un segundo Airbus A330-900neo, que permitió a la aerolínea iniciar vuelos a Marsella y Barcelona, primer destino de la aerolínea en España.  La adición de 2 Boeing 737-500 en arrendamiento de la aerolínea rumana Blue Air permitió a Air Senegal lanzar nuevas rutas a varios países de África occidental, incluida Casablanca en Marruecos, la capital de Ghana, Acra, además de Abuya y Lagos en Nigeria.
La expansión se detuvo abruptamente en marzo de 2020 debido al inicio de la pandemia COVID-19, lo que provocó que Air Senegal suspendiera temporalmente sus operaciones.b En ese momento, la aerolínea estaba preparada para comenzar vuelos a un par de nuevos destinos europeos: Ginebra y Londres. Aún no se ha proporcionado ninguna actualización sobre cuándo comenzarán estas rutas, aunque en una entrevista de mayo de 2021 Ibrahima Kane insinuó que podrían verse con la llegada de los Airbus A220 que la aerolínea debe recibir en 2021. A fines de 2020, Air Senegal recibió su primer Airbus A321, y un segundo llegó en febrero de 2021. Estos 2 aviones ayudaron a lanzar nuevas rutas nuevamente, esta vez a Milán en Italia, la primera ruta italiana de la aerolínea, así como a Lyon, Francia. Estas rutas comenzaron en febrero y marzo respectivamente.  Abril vio el final del arrendamiento de los Boeing 737-500, y el segundo avión, YR-AMD, fue devuelto a Blue Air, donde estaba estacionado en la base de la aerolínea en Bucarest.
Un paso significativo en el crecimiento de la aerolínea se produjo con el anuncio de sus planes de volar a los Estados Unidos por primera vez a partir de septiembre de 2021. Se informa que Nueva York será atendida directamente por el Airbus A330-900neo de la aerolínea, antes de hacer el salto corto a Washington DC, la ruta dos veces por semana servirá al Aeropuerto Internacional John F. Kennedy y al Aeropuerto Internacional de Washington-Dulles y, según Kane, "fortalecerá los sólidos lazos económicos y socioculturales entre los Estados Unidos y Senegal".

## Flota

### Flota Actual
La flota de Air Senegal está compuesta por las siguientes aeronaves, con una edad media de 10,8 años (julio de 2023):

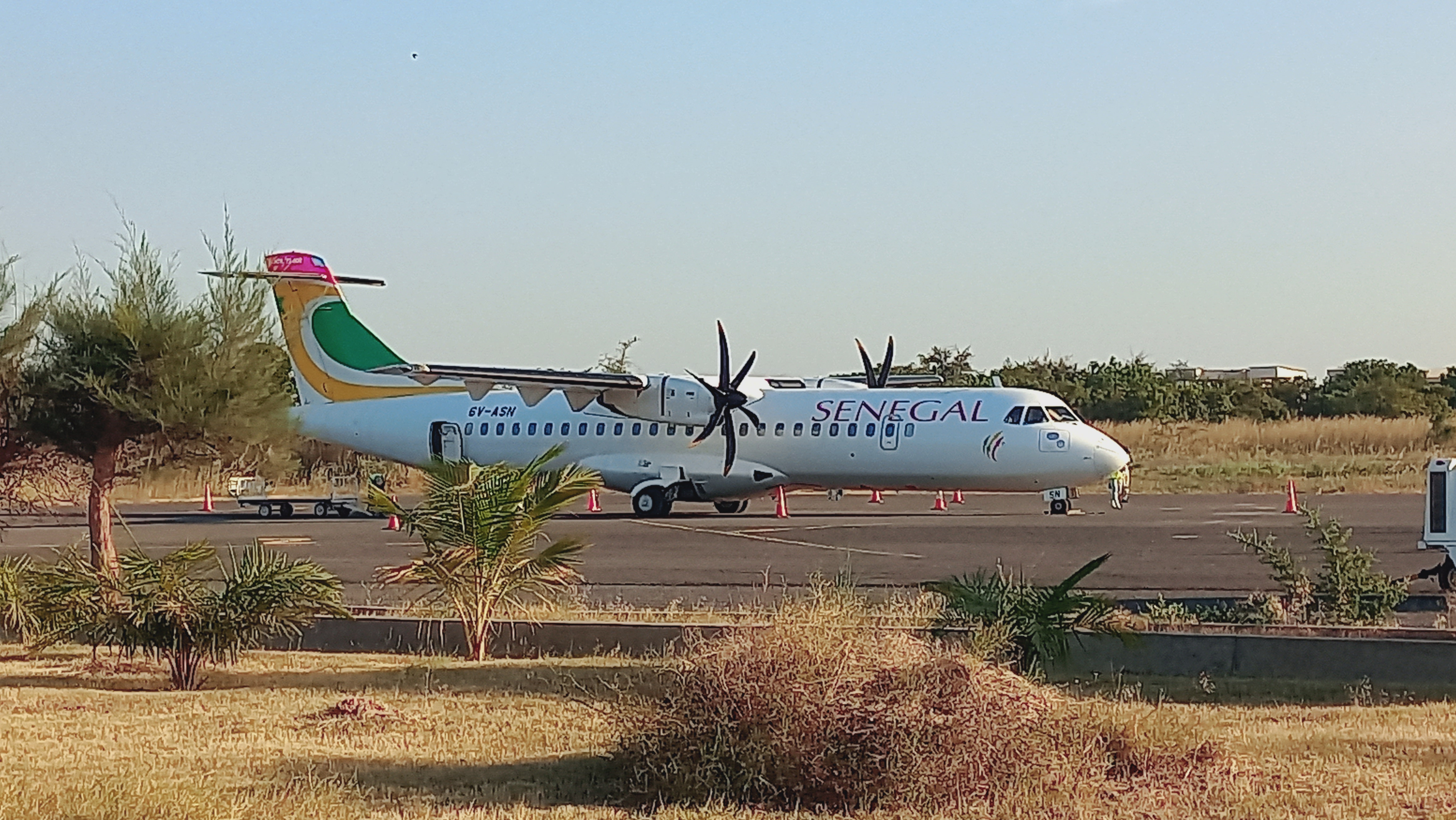
ATR 72 de Air Senegal en Ziguinchor

| Aeronave         | En servicio | Órdenes | Pasajeros | Pasajeros | Pasajeros | Pasajeros | Notas                                 |
| Aeronave         | En servicio | Órdenes | F         | B         | PE        | Total     | Notas                                 |
| ---------------- | ----------- | ------- | --------- | --------- | --------- | --------- | ------------------------------------- |
| ATR 72-600       | 2           | —       | —         | —         | 70        | 70        |                                       |
| Airbus A220-371  | 1           | 7       | 8         | —         | 125       | 133       | Entregas empiezan en el 2021.         |
| Airbus A319-111  | 2           | —       | 12        | —         | 108       | 120       |                                       |
| Airbus A321-211  | 2           | —       | 16        | —         | 149       | 165       | [ 5 ]                                 |
| Airbus A330-941N | 2           | —       | 32        | 21        | 237       | 290       | Primer operador del A330neo en África |
| Total            | 9           | 7       |           |           |           |           |                                       |

## Destinos
Air Senegal sirve los siguientes destinos:
| País            | Ciudad           | Aeropuerto                                    | Notas      | Ref.   |
| --------------- | ---------------- | --------------------------------------------- | ---------- | ------ |
| Benin           | Cotonú           | Cadjehoun Airport                             |            | [ 6 ]  |
| Burkina Faso    | Uagadugu         | Thomas Sankara International Airport          | Suspendido |        |
| Camerún         | Douala           | Douala International Airport                  |            |        |
| Cabo Verde      | Praia            | Nelson Mandela International Airport          |            | [ 6 ]  |
| Cabo Verde      | Sal              | Aeropuerto Internacional Amílcar Cabral       |            | [ 7 ]  |
| Costa de Marfil | Abiyán           | Félix-Houphouët-Boigny International Airport  |            | [ 6 ]  |
| Francia         | París            | Aeropuerto de París-Charles de Gaulle         |            | [ 8 ]  |
| Francia         | Marsella         | Aeropuerto de Marsella-Provenza               |            | [ 9 ]  |
| Francia         | Lyon             | Aeropuerto de Lyon-Saint Exupéry              |            | [ 10 ] |
| Gabón           | Libreville       | Leon M'Ba International Airport               |            |        |
| Gambia          | Banjul           | Banjul International Airport                  |            |        |
| Ghana           | Acra             | Kotoka International Airport                  | Suspendido | [ 11 ] |
| Guinea          | Conakri          | Conakry International Airport                 |            |        |
| Guinea-Bisáu    | Bisáu            | Osvaldo Vieira International Airport          |            | [ 6 ]  |
| Italia          | Milán            | Aeropuerto de Milán-Malpensa                  |            | [ 12 ] |
| Malí            | Bamako           | Bamako–Sénou International Airport            |            |        |
| Mauritania      | Nuakchot         | Nouakchott–Oumtounsy International Airport    |            | [ 11 ] |
| Marruecos       | Casablanca       | Aeropuerto Internacional Mohammed V           | Suspendido | [ 11 ] |
| Níger           | Niamey           | Aeropuerto Internacional Diori Hamani         |            | [ 13 ] |
| Nigeria         | Abuya            | Aeropuerto Internacional Nnamdi Azikiwe       |            | [ 11 ] |
| Nigeria         | Lagos            | Aeropuerto Internacional Murtala Muhammed     |            | [ 11 ] |
| Senegal         | Cap Skirring     | Aeropuerto de Cap Skirring                    |            | [ 14 ] |
| Senegal         | Dakar            | Aeropuerto Internacional Blaise Diagne        |            | [ 6 ]  |
| Senegal         | Ziguinchor       | Aeropuerto de Ziguinchor                      |            |        |
| España          | Barcelona        | Aeropuerto Internacional de Barcelona-El Prat |            | [ 9 ]  |
| Estados Unidos  | Nueva York       | Aeropuerto Internacional John F. Kennedy      |            | [ 15 ] |
| Estados Unidos  | Washington D. C. | Aeropuerto Internacional de Washington-Dulles |            | [ 15 ] |